# Noureddine Meghichi
Nourredine Meghichi (arabe : نورالدين مغيشي), né le 20 mars 1959 à Bologhine en Algérie française, aujourd'hui en Algérie, est un joueur de football international algérien qui évoluait au poste d'attaquant.

## Biographie

### Carrière en sélection
Noureddine Meghichi reçoit deux sélections en équipe d'Algérie. Il joue son premier match en équipe nationale le 3 avril 1981.

## Palmarès
RS Kouba
| - Championnat d'Algérie (1) : - Champion : 1980-81. - Meilleur buteur : 1980-81 (16 buts). - Supercoupe d'Algérie (1) : - Vainqueur : 1981. |  | - Championnat d'Algérie D2 (1) : - Champion : 1987-88. |